# Ghiacciaio Priestley
Il ghiacciaio Priestley è un ghiacciaio lungo circa 96 km situato nella parte nord-occidentale della Dipendenza di Ross, nell'Antartide orientale. Il ghiacciaio, il cui punto più alto si trova a circa 1700 m s.l.m., si trova sulla costa di Scott, dove si forma scendendo dal versante sud-orientale del nevaio Priestley, e fluisce verso sud-est, scorrendo tra la dorsale Deep Freeze, a est, e la dorsale Nash, a ovest, per poi voltare verso sud e andare ad alimentare la piattaforma glaciale Nansen.

Lungo il suo percorso, il flusso del ghiacciaio Priestley è arricchito da quello di diversi altri ghiacciai che gli si uniscono, tra cui quello dei ghiacciai O'Kane, Foolsmate e Havel da nord-ovest, e quello del ghiacciaio Corner, da nord-est.

## Storia
Il ghiacciaio Priestley è stato esplorato per la prima volta dalla squadra settentrionale della spedizione Terra Nova, condotta dal 1910 al 1913, e così battezzato in onore di Raymond E. Priestley, un geologo facente parte di quella squadra.

## Mappe
Di seguito una serie di mappe in scala 1:250 000 realizzate dallo USGS:

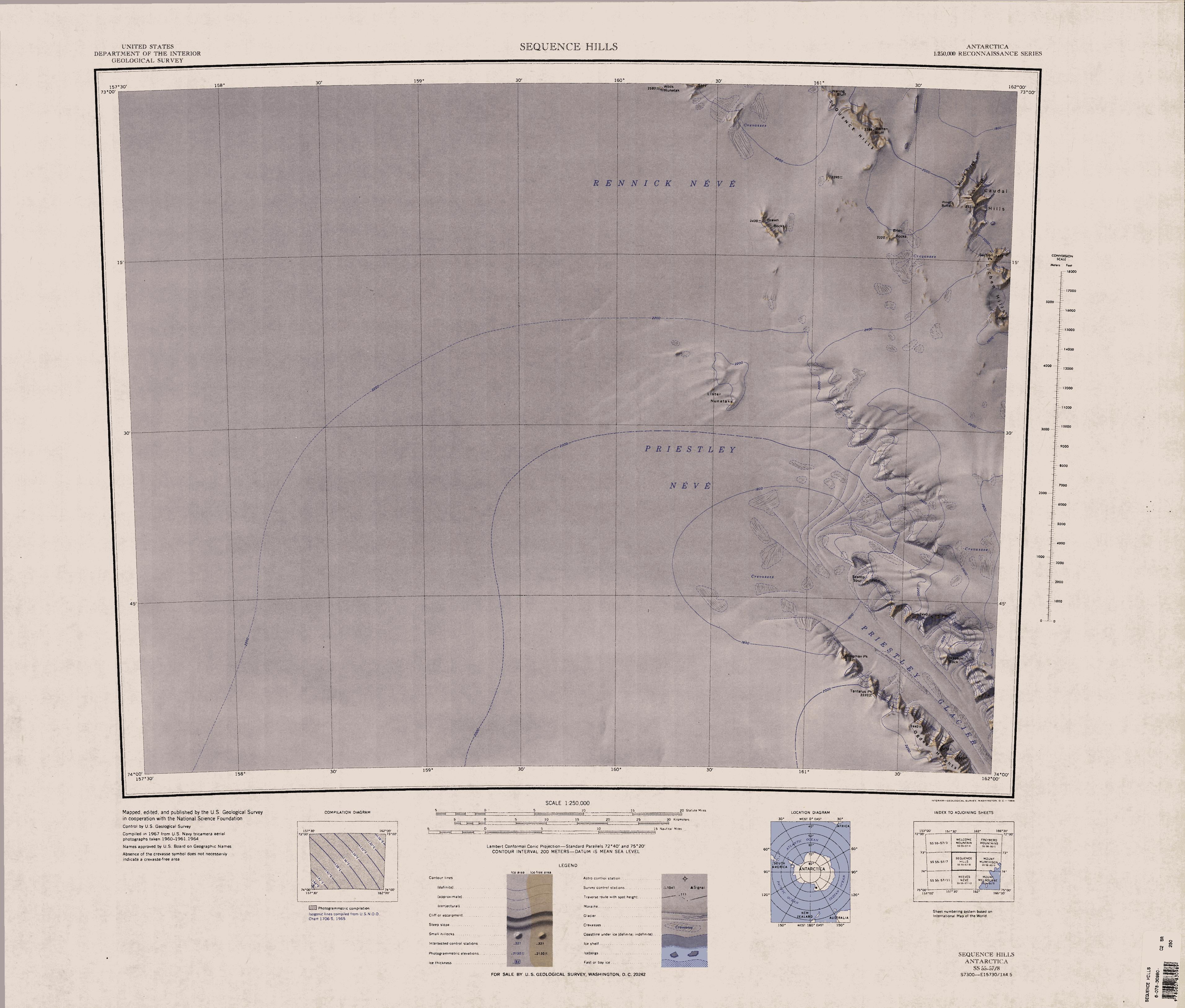
Nell'angolo sud-orientale di questa mappa è possibile vedere la parte iniziale del flusso del Priestley.
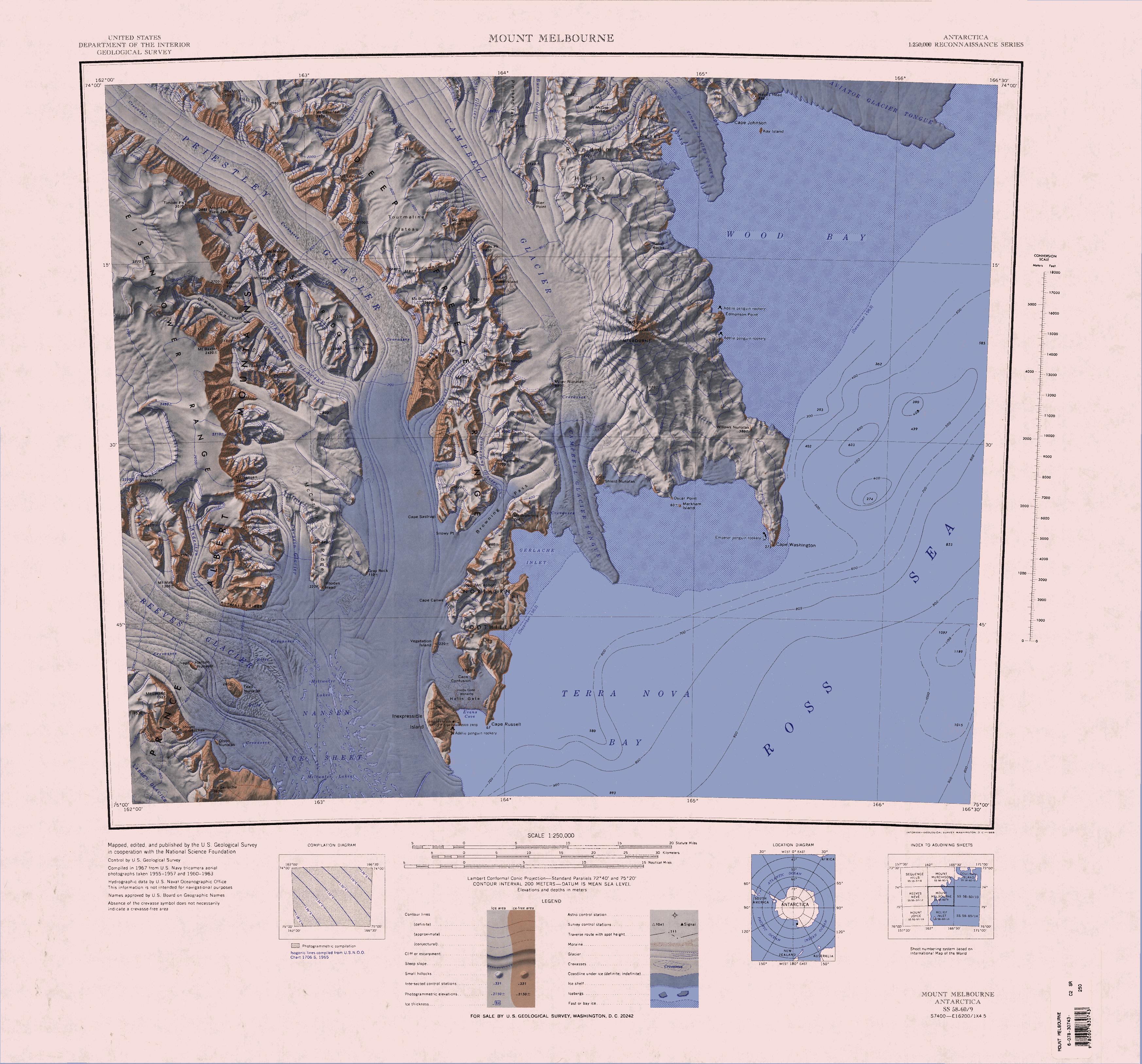
Nella parte nord-occidentale di questa mappa è visibile parte del flusso del Priestley.